# Stromiecka Wola
Stromiecka Wola – wieś sołecka w Polsce, położona w województwie mazowieckim, w powiecie białobrzeskim, w gminie Stromiec.
W skład sołectwa Stromiecka Wola wchodzi także wieś Pietrusin.
| SIMC    | Nazwa  | Rodzaj    |
| ------- | ------ | --------- |
| 0639110 | Buczek | część wsi |
| 0639127 | Zuść   | część wsi |

Wieś królewska Wola Stromiecka położona była w drugiej połowie XVI wieku w powiecie wareckim ziemi czerskiej województwa mazowieckiego. W latach 1975–1998 miejscowość administracyjnie należała do województwa radomskiego.
Wieś jest sołectwem w gminie Stromiec. Według Narodowego Spisu Powszechnego z roku 2011 wieś liczyła 226 mieszkańców.
Wierni Kościoła rzymskokatolickiego należą do parafii św. Jana Chrzciciela w Stromcu.